# أمين سليم جرجورة
أمين سليم جرجورة ((بالعبرية: אמין-סלים ג'רג'ורה) 1886 – 20 أغسطس 1975) سياسي عربي فلسطيني شغل منصب عضو في الكنيست في قائمة الناصرة الديمقراطية بين 1949-1951.

## السيرة الذاتية
ولد أمين سليم جرجورة في الناصرة والتحق بمعهد الحقوق في القدس، وعمل مدرس في المدرسة الروسية في مسقط رأسه، كما خدم في الجيش العثماني خلال الحرب العالمية الأولى. بعد الحرب أصبح محاضرًا في المدرسة الرشيدية (القدس) بين عامي 1922 و1926، كما عمل محاميًا في حيفا والناصرة.

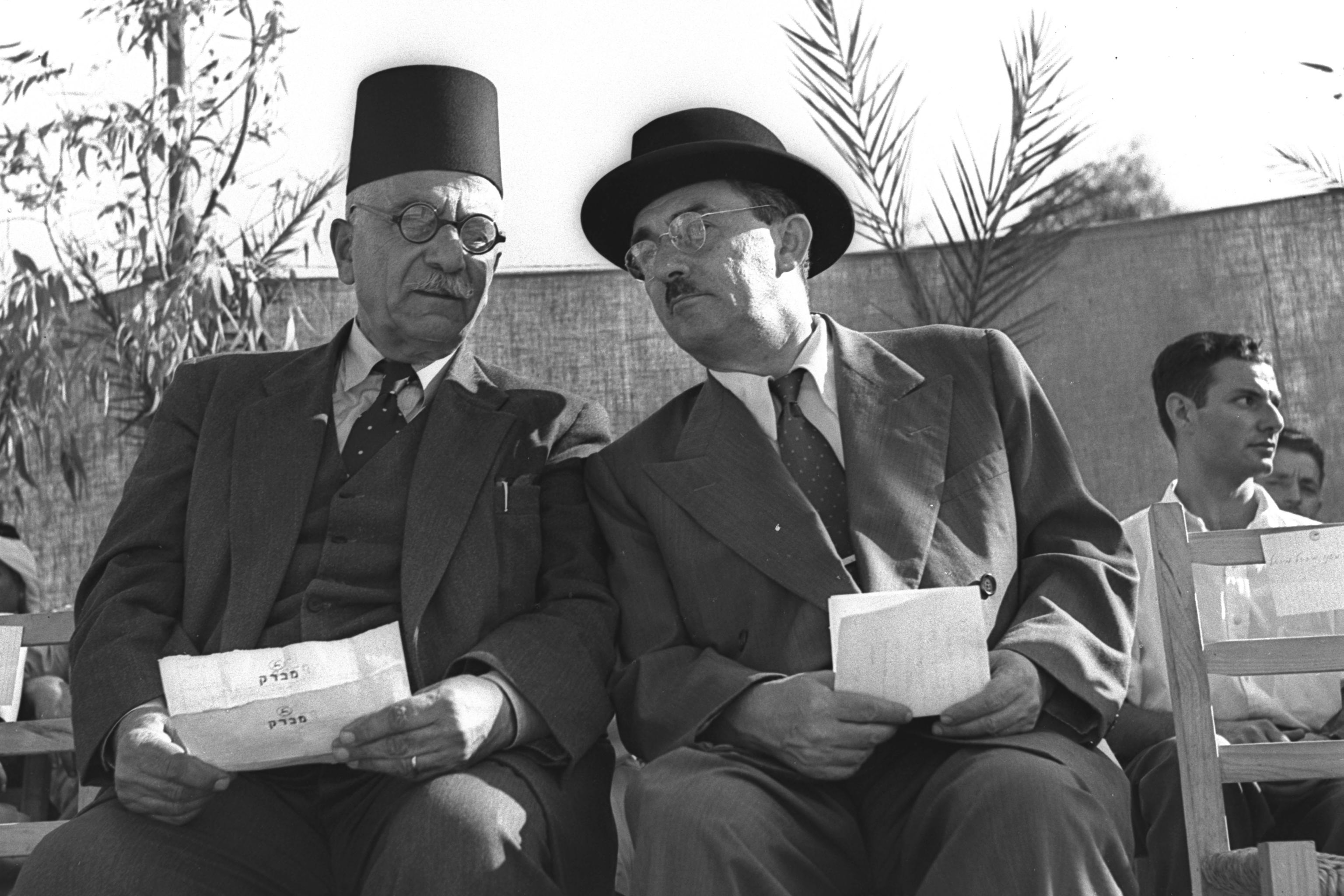
عمدة الناصرة أمين سليم جرجورة يستضيف موشيه شاريت بمناسبة اتصال المدينة بالناقل القطري الإسرائيلي عام 1955

في أول انتخابات للكنيست عام 1949، حل جرجورة ثانيًا في قائمة الناصرة الديمقراطية، التي فازت بمقعدين، واحتل المرتبة الثانية في قائمة الزراعة والتنمية ‏ في انتخابات عام 1951، حيث فقد مقعده حيث فاز الحزب بمقعد واحد فقط.  أصبح عمدة الناصرة عام 1954، وهو المنصب الذي شغله حتى عام 1960.

## شعره
ذكر في معجم البابطين عن شاعريته: 

## مؤلفاته
- السبيل، 1957

وله أشعار كثيرة لم تجمع. 

## وصلات خارجية
- أمين سليم جرجورة على الموقع الإلكتروني للكنيست